# 越前市北日野小学校
越前市北日野小学校（えちぜんし きたひのしょうがっこう）は福井県越前市小野谷町2-2にある公立小学校である。

## 学校概要
校歌
石碑杉本長雲　書　

## 学校教育目標
学校教育目標
笑顔で生き生きと活動する北日野っ子の育成
めざす児童像
- 健康でたくましい子
- よく考える子
- 仲良く助け合う子
- 進んで実行する子

## 行事
全学年
- 体育大会
- 学習発表会
- マラソン大会
- 卒業式
- 体験学習

1年生のみ
- 入学式

2年生のみ
- ポップコーン作り

3年生のみ
- 豆腐作り

4年生のみ
- 二分の一成人式

5年生のみ
- 米作り

6年生のみ
- 修学旅行
- 連合音楽会

## 通学区域
- 矢放町、帆山町、矢船町、向新保町、畑町、小野谷町、西谷町、荒谷町、平林町、庄田町、大手町、西尾町（北新庄小学校の通学区域を除く）、岩内町、大屋町、葛岡町[3]

## 周辺施設
- 越前市立認定こども園北日野
- 日野山